# John Landseer
Pour les articles homonymes, voir Landseer.
John Landseer, né en 1769 à Lincoln et mort le 20 février 1852 à Londres, est un graveur britannique.

## Biographie
Il a été l'élève de William Byrne.
Il a eu de nombreux enfants, dont Edwin Landseer.